# Roboam
Roboam (hebreu antic: רְחַבְעָם)  (Jerusalem, 972 aC - Jerusalem, 914 aC) segons la Bíblia, Roboam (en hebreu רחבעם בן-שלמה Rehav'am ben Shelomoh) va ser el primer Rei de Judà succeint el seu pare, el rei Salomó d'Israel. Va regnar 17 anys entre 931-913 a.n.e. segons la cronologia tradicional, o entre 997-980 a.n.e. segons la cronologia bíblica.

## Divisió del Regne d'Israel
Roboam es va distingir per ser l'últim rei de la monarquia unida d'Israel, encara que per poc temps, i el primer governant del regne meridional de dues tribus, Judà i Benjamí, perquè poc després que tot Israel el va coronar rei a Siquem, el regne unit de David i Salomó es va dividir. Deu tribus van retirar el seu suport a Roboam i van fer rei Jeroboam, establint-se així el nou Regne d'Israel al nord i el Regne de Judà al sud.
Aquesta separació es va produir després que una delegació de la vila que tenia Jeroboam com a portaveu va suplicar a Roboam que anul·lés algunes de les mesures opressives que Salomó havia imposat. Roboam va analitzar l'assumpte amb cura. Primer va consultar amb la gent gran, els qui li van aconsellar que parés atenció al clam de la gent i reduís les seves càrregues, cosa que faria d'ell un rei savi i estimat pel seu poble. Però Roboam va rebutjar aquest consell madur i va buscar el dels joves amb qui s'havia criat. Ells li van dir que hauria de augmentar la càrrega del seu jou, per tal de demostrar el seu poder.
Aquesta actitud arrogant i tirànica adoptada per Roboam el va allunyar per complet de la gent del poble. Les úniques tribus que van continuar donant suport a la dinastia de David van ser Judà i Benjamí, encara que també li van donar suport els sacerdots i els levites de tots dos regnes, així com individus aïllats de les deu tribus restants.

## Successos destacats
Durant tots els dies de Roboam van continuar les hostilitats entre els dos regnes, Judà e Israel.
Una vegada que la seva governació va quedar establerta fermament, va abandonar l'adoració de Jehovà i va portar Judà a practicar un culte de marcat caràcter sexual, a causa potser de la influència ammonita de la seva família materna.
Uns cinc anys després de pujar al tron, Sisac de Egipte va envair Judà i en va capturar diverses ciutats. Sisac va prendre com a botí els tresors del temple i de la casa del rei, entre ells els escuts d'or que Salomó havia fet. Després, Roboam va reemplaçar aquests escuts amb altres de coure.
Roboam es va casar amb 18 dones. Maacà va ser la seva esposa favorita, neta d'Absalom i la mare d'Abies, un dels seus 28 fills i el presumpte hereu al tron. També formaven part de la família de Roboam 60 concubines i 60 filles.

## Final del regnat
Abans de la seva mort, a l'edat de cinquanta-vuit anys, i que Abies fos entronitzat, Roboam va distribuir molts regals entre els seus altres fills, probablement per evitar qualsevol revolta contra Abies després de la seva mort.